# No respires 2
No respires 2 (título original en inglés: Don't Breathe 2) es una película de suspense y terror estadounidense de 2021 dirigida por Rodo Sayagues en su debut como director, a partir de un guion que coescribió con Fede Álvarez, el director de la primera película, No respires de 2016. La secuela es producida por Álvarez, Sam Raimi y Robert Tapert, y es protagonizada por Stephen Lang, retomando su papel de Norman Nordstrom / "The Blind Man", con Brendan Sexton III y Madelyn Grace en papeles secundarios.
Después del éxito crítico y comercial de la primera película, las conversaciones para una secuela comenzaron en noviembre de 2016, y Álvarez regresaría como director de la película. En enero de 2020, el estudio dio luz verde al proyecto, con Sayagues reemplazando a Álvarez como director y Lang retomando su papel. La fotografía principal comenzó el 7 de agosto de 2020 en Belgrado, Serbia, y se terminó el 8 de octubre de 2020.
Don't Breathe 2 fue estrenada en cines en los Estados Unidos el 13 de agosto de 2021 por Sony Pictures Releasing.

## Argumento
Ocho años después de los sucesos de la primera película, Norman Nordstrom, veterano ciego de los Navy SEAL, vive con su hija de 11 años, Phoenix, y su Rottweiler, Shadow, en un suburbio de Detroit. Norman le cuenta a Phoenix que su madre biológica murió en un incendio en su antigua casa.
Hernandez, la única conexión de Norman con la sociedad y una veterana Ranger del Ejército, convence a Norman para que deje que Phoenix la acompañe a hacer un recado en la ciudad para tener algo de tiempo fuera de casa. Un gángster llamado Raylan intenta secuestrar a Phoenix pero es ahuyentado por Shadow. Su banda sigue a la furgoneta de Hernandez hasta casa de Norman, donde esperan a que deje a Phoenix y la matan cuando se marcha. Atraen a Shadow y lo matan fuera de la pantalla. Cuando Norman sale a buscar a Shadow, la banda irrumpe para secuestrar a Phoenix. Se produce un forcejeo entre Norman y la banda, y Raylan le dice a Phoenix que él es su verdadero padre, confirmándolo al mostrar que ambos tienen un mechón de pelo blanco.
Se revela que la casa de Phoenix se incendió tras la explosión de un laboratorio de metanfetamina en el sótano, y que Raylan había sido encarcelado durante ocho años. Norman encontró a Phoenix inconsciente entre los escombros y se la llevó a casa para que ocupara el lugar de su hija muerta. Al ser liberado, Raylan vio a Phoenix viva cuando dejó flores en el memorial de su madre. Phoenix es sometida a cloroformo por un esbirro. Raylan pone a su propio perro a matar a Norman, que atrapa al animal en el ático. La banda prende fuego a la casa y se marcha con Phoenix. Norman se hace amigo del perro mientras escapan juntos y éste le conduce hasta el escondite de la banda en el hotel.
En el hotel, Raylan revela que el verdadero nombre de Phoenix es Tara y le presenta a su madre, que está viva pero tiene una enfermedad terminal. Ella le explica que provocó la explosión mientras cocinaba metanfetamina, lo que provocó el envenenamiento de sus órganos internos. Los padres de Tara la han secuestrado con el fin de trasplantar sus órganos compatibles para la madre de Tara. Debido a la falta de medicamentos e instalaciones, Tara estará consciente mientras le extraen el corazón. Un apagón impide el procedimiento y los hombres de Raylan son emboscados por Norman, que aprovecha la oscuridad para eliminarlos uno a uno. Norman también mata al cirujano y un disparo perdido mata a la madre de Tara. Norman le saca los ojos a Raylan y lo da por muerto.
Un malherido Norman confirma a Tara que su padre decía la verdad. Le confiesa sus crímenes, incluido el asesinato y la violación, y le dice que huya para ponerse a salvo. Raylan aparece y apuñala a Norman, sólo para ser apuñalado mortalmente por Tara. Ella intenta ayudar a Norman, afirmando que puede salvarlo, a lo que él responde que ya lo ha hecho, antes de sucumbir aparentemente a sus heridas. Tara se marcha y se dirige a un hogar infantil que había visto antes. Se acerca a un grupo de niños jugando y se presenta como Phoenix.
En una escena a mitad de los créditos, el perro de Raylan lame los dedos de Norman, que se mueven ligeramente, indicando que está vivo.

## Reparto
- Stephen Lang como Norman Nordstrom / "The Blind Man",  un veterano militar ciego que se recuperó de sus heridas de la primera película, y ahora vive en una casa aislada con su hija adoptiva Phoenix, a quien rescató de un incendio en una casa.
- Brendan Sexton III como Raylan,[1] un líder de una pandilla que se revela como el padre biológico de Phoenix.
- Madelyn Grace como Phoenix / Tara, la hija adoptiva de Norman.[2]
- Adam Young como Jim Bob[3]
- Bobby Schofield como Jared[3]
- Rocci Williams como Duke[3]
- Christian Zagia como Raul[4]
- Steffan Rhodri como el cirujano[4]
- Stephanie Arcila como Hernández,[4] ex guardabosques del ejército de los Estados Unidos y amiga de Norman.
- Diaana Babnicova como Billy[4]
- Fiona O'Shaughnessy como The Mother (Josephine), la madre biológica de Phoenix

## Producción

### Desarrollo
En noviembre de 2016, el escritor Fede Álvarez anunció que estaba preparando una secuela para la película, regresando como director. El productor Sam Raimi fue citado diciendo; "Es la mejor idea que he escuchado para una secuela, no estoy bromeando". En noviembre de 2018, Álvarez aclaró; "Son solo ideas en este momento, nada que anunciar oficialmente. Tenemos un guión para Don't Breathe 2, la diferencia es que no tenemos guión para Evil Dead 2, pero ecribimos el de Don't Breathe 2". También agregó "cuando tuiteé que estaba interesado en ver lo que la gente prefiere, estábamos teniendo algunos debates internos sobre lo que la gente estaría más interesada. Desafortunadamente, ganó Evil Dead 2, supongo que hubiera preferido que Don't Breathe 2 ganara ya que es una de mis propias creaciones, aunque Evil Dead tiene más seguidores obviamente.". En enero de 2020, Álvarez fue reemplazado por Rodo Sayagues, debutando como director. Durante una entrevista en marzo de 2021, Stephan Lang dijo que estaba preparándose para el papel de Norman Nordstrom y que trabajó en The Northeastern Association for the Blind en Albany, Nueva York, para representar con mucha precisión los gestos de alguien que padece de ceguera.

### Rodaje
Su rodaje estaba programado para comienzos de abril del 2020 pero se retrasó debido a la pandemia de COVID-19. En julio de ese mismo año, Stephen Lang entró en cuarentena durante diez días después de llegar a Serbia. El rodaje oficialmente comenzó a mediados de agosto, durante dos semanas, en áreas alreadedor de Serbia, incluyendo la capital de Belgrado. El 8 de octubre del 2020, Lang reveló que el rodaje ha concluido.

### Posproducción
Para marzo de 2021 se dijo que la postproducción de la película estaba terminada, según Álvarez, quien "la vio no hace mucho y es fantástica".

## Estreno
Don't Breathe 2 se estrenó en cines en los Estados Unidos el 13 de agosto de 2021 por Sony Pictures Releasing. La película se estrenaría el 2 de octubre de 2020, pero se retrasó hasta el 13 de agosto de 2021.

## Recepción
Don't Breathe 2 recibió reseñas mixtas de parte de la crítica y mixtas de la audiencia. En el sitio web especializado Rotten Tomatoes, la película posee una aprobación de 40%, basada en 67 reseñas, con una calificación de 4.7/10 y un consenso crítico que dice: «Stephen Lang sigue siendo una presencia tremendamente imponente en Don't Breathe 2, pero la historia de esta secuela se esfuerza por encontrar un camino sensible para su personaje.» De parte de la audiencia tiene una aprobación de 75%, basada en más de 1000 votos, con una calificación de 4.0/5.
El sitio web Metacritic le dio a la película una puntuación de 46 de 100, basada en 19 reseñas, indicando "reseñas mixtas o promedio". Las audiencias encuestadas por CinemaScore le dieron a la película una "B" en una escala de A+ a F, mientras que en el sitio IMDb los usuarios le asignaron una calificación de 6.1/10, sobre la base de 17 640 votos. En la página web FilmAffinity la cinta tiene una calificación de 5.1/10, basada en 548 votos.